# Faesulum

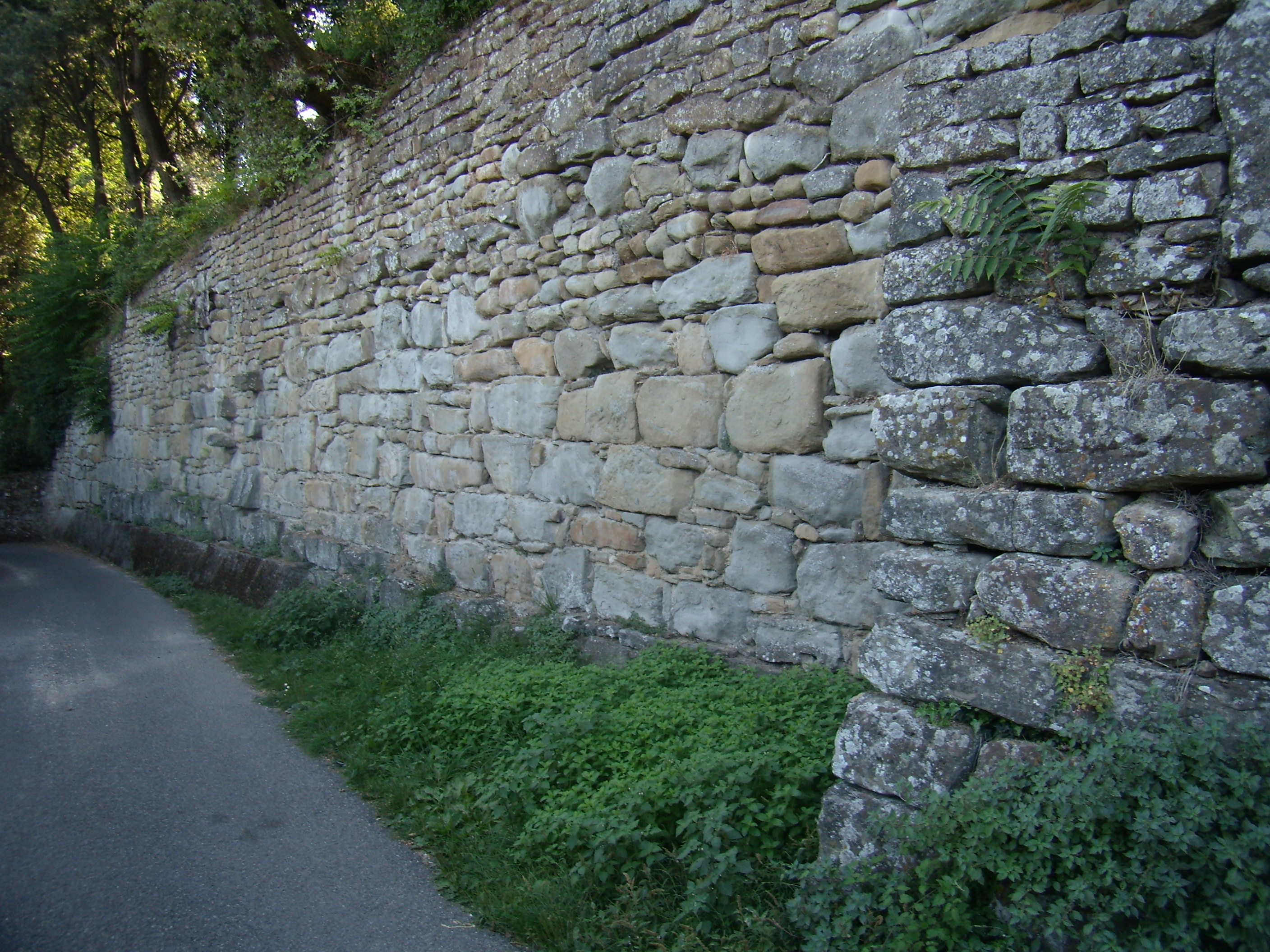
Reste der etruskischen Stadtmauer

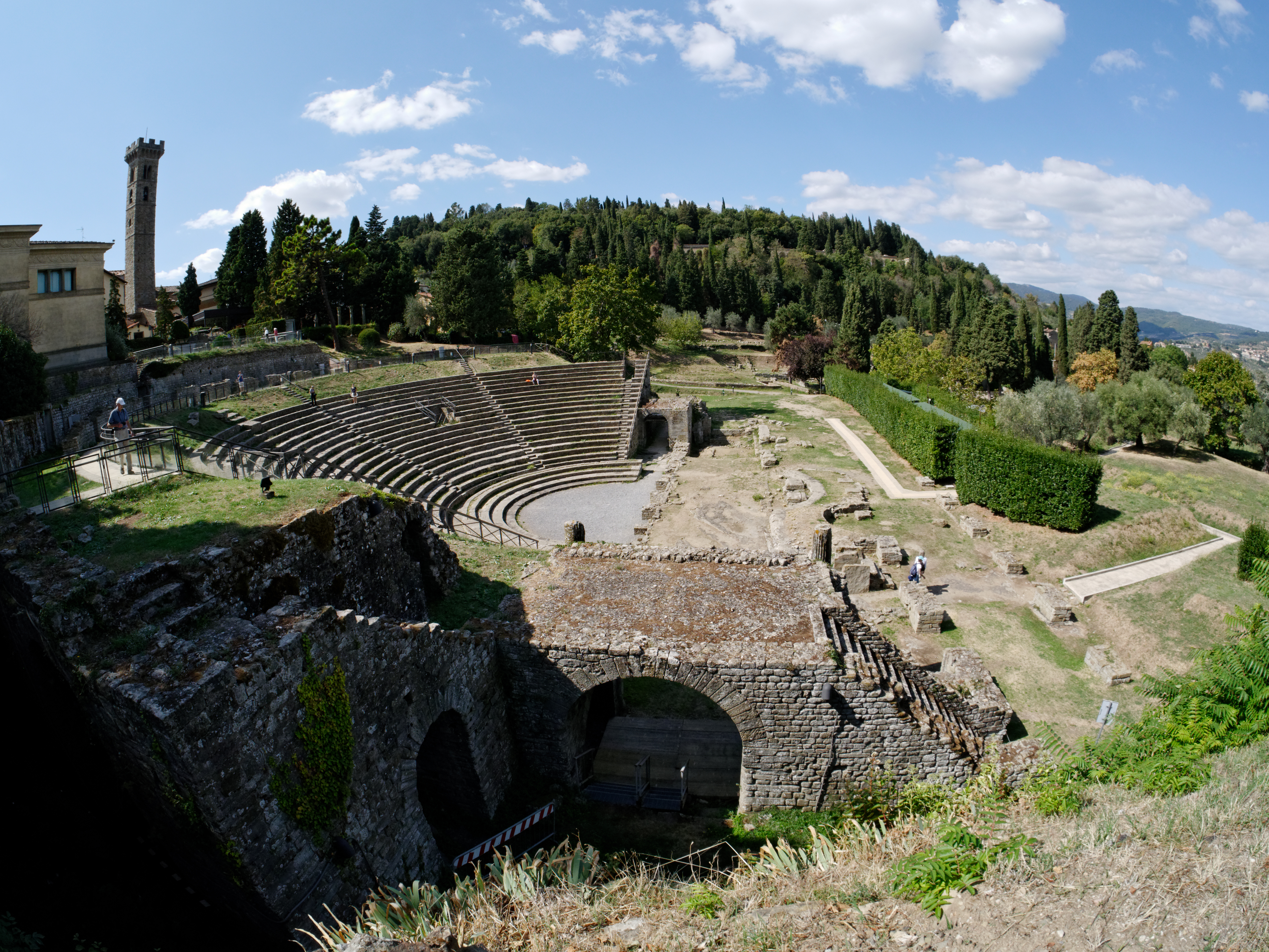
Das Theater von Faesulum

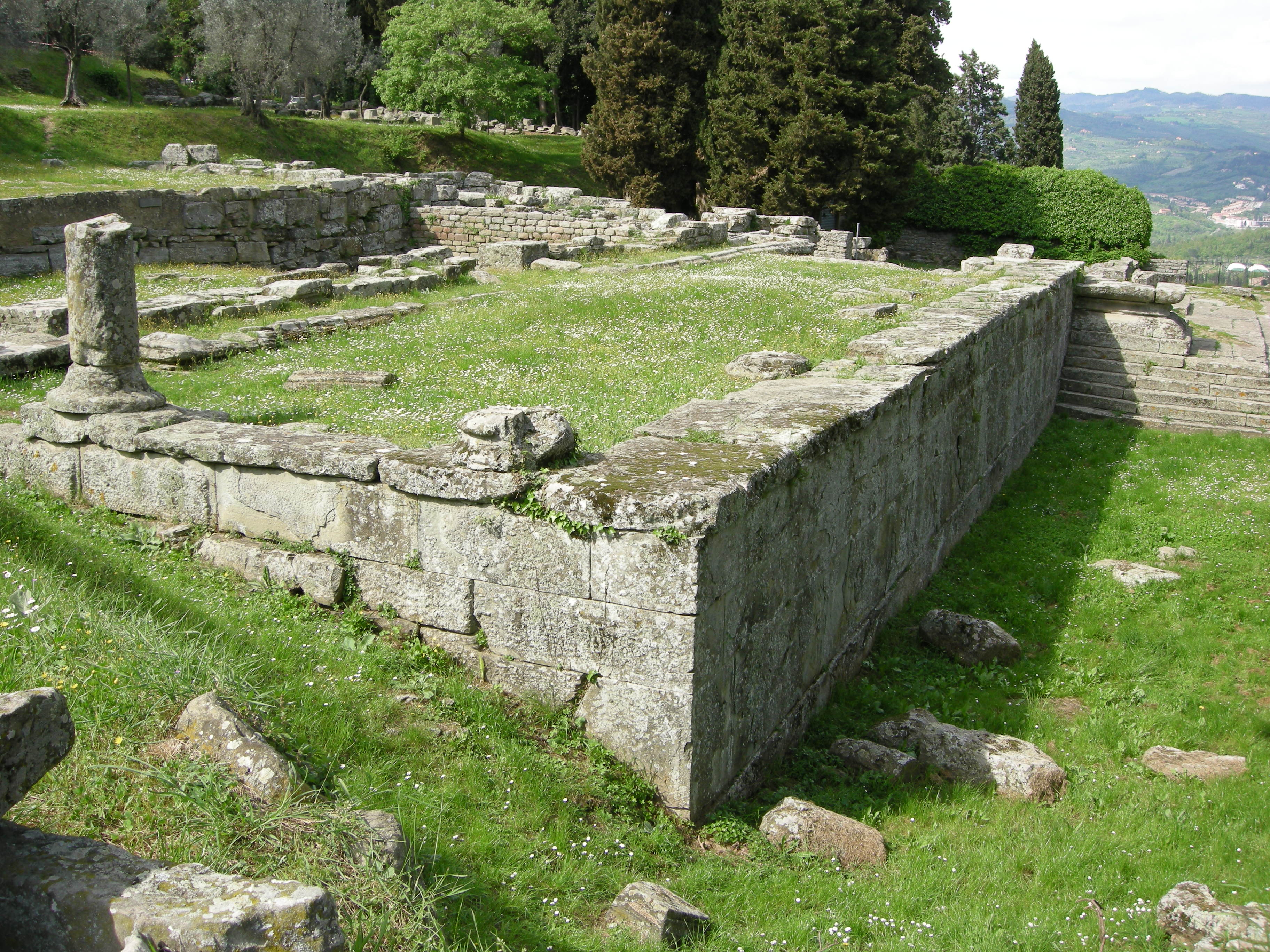
Reste des etruskisch-römischen Podiumstempels

Faesulum (in der Literatur teils auch Faesulae) ist der antike lateinische Name der heutigen italienischen Stadt Fiesole. Von Etruskern gegründet und Vipsul genannt geriet sie im 3. Jahrhundert v. Chr. unter römischen Einfluss.

## Geschichte
Die Stadt liegt auf dem  Rücken eines Hügels mit steilen Abhängen nordöstlich von Florenz. Siedlungsreste im Stadtgebiet deuten an, dass ab dem 8. vorchristlichen Jahrhundert hier schon eine größere etruskische Siedlung entstand, von der aber nur wenig bekannt ist. Es handelte sich um eine der nördlichsten Städte der Etrusker, sie gehörte aber nicht zu deren Zwölfstädtebund. Im 4. Jahrhundert v. Chr. erhielt die Stadt eine etwa 2,5 Kilometer lange Mauer. Vielleicht ist sie als Reaktion auf die damals in das Land einfallenden Gallier errichtet worden, obwohl dies nicht gesichert ist. Polybios berichtet von einer 225 v. Chr. ausgetragenen Schlacht der Gallier gegen die Römer bei der Stadt. Aus dieser Zeit stammen die Fundamente eines Podiumstempels, der sich auf dem Gelände der heutigen Archäologische Zone befindet.
Im dritten Jahrhundert v. Chr. muss die Stadt unter römische Kontrolle geraten sein. Hannibals Armee schlug in der Nähe der Stadt ihr Lager auf und begann von hier aus 217 v. Chr. den Marsch zum Trasimenischen See. In dem Bundesgenossenkrieg (91 bis 88 v. Chr.) stellte sich die Stadt gegen Rom und wurde von Lucius Porcius Cato im Jahr 90 v. Chr. zerstört. Sulla richtete dort 80 v. Chr. eine Kolonie von Veteranen ein, doch rebellierte die Stadt im Jahr 78 v. Chr. Im Jahr 63 v. Chr. nahm die Stadt an der Catilinarischen Verschwörung teil.
Die Stadt erlebte ihre Blütezeit in augusteischer Zeit. Der Podiumstempel wurde wahrscheinlich nach der Zerstörung der Stadt 90 v. Chr., vielleicht unter Kaiser Augustus neu errichtet. Nicht weit vom Tempel entfernt steht das in den Hang hinein gebaute Theater der Stadt. Nahebei wurden die Reste einer Therme entdeckt. Die Stadtmauer wurde in römischer Zeit weiter benutzt und zum Teil ausgebessert. Sie wurde 1125 bei der Plünderung der Stadt durch die Florentiner geschleift. Teile der Mauer sind jedoch heute noch zu sehen.
Wenig ist zur Geschichte der Stadt in der Spätantike bekannt. Der Legende nach hatte die Stadt schon im 1. Jahrhundert einen christlichen Bischof. Mit Sicherheit sind Bischöfe aber erst seit dem 5. Jahrhundert nachweisbar. 406 fand nahe der Stadt die Schlacht bei Faesulae statt, in der die von Stilicho geführten weströmischen Truppen das gotische Heer des Radagaisus besiegten. 539 belagerte Belisar Faesulae über längere Zeit. Prokop, der die Ereignisse aufzeichnete, beschrieb die Stadt als uneinnehmbar. Schließlich ergab sie sich und Cyprian ließ dort eine Besatzung zurück. In der Stadt wurden zahlreiche, zum Teil reich ausgestattete langobardische Gräber gefunden.